# Metereca concolor
Metereca concolor is een hooiwagen uit de familie Assamiidae.